# Ornitomanzia

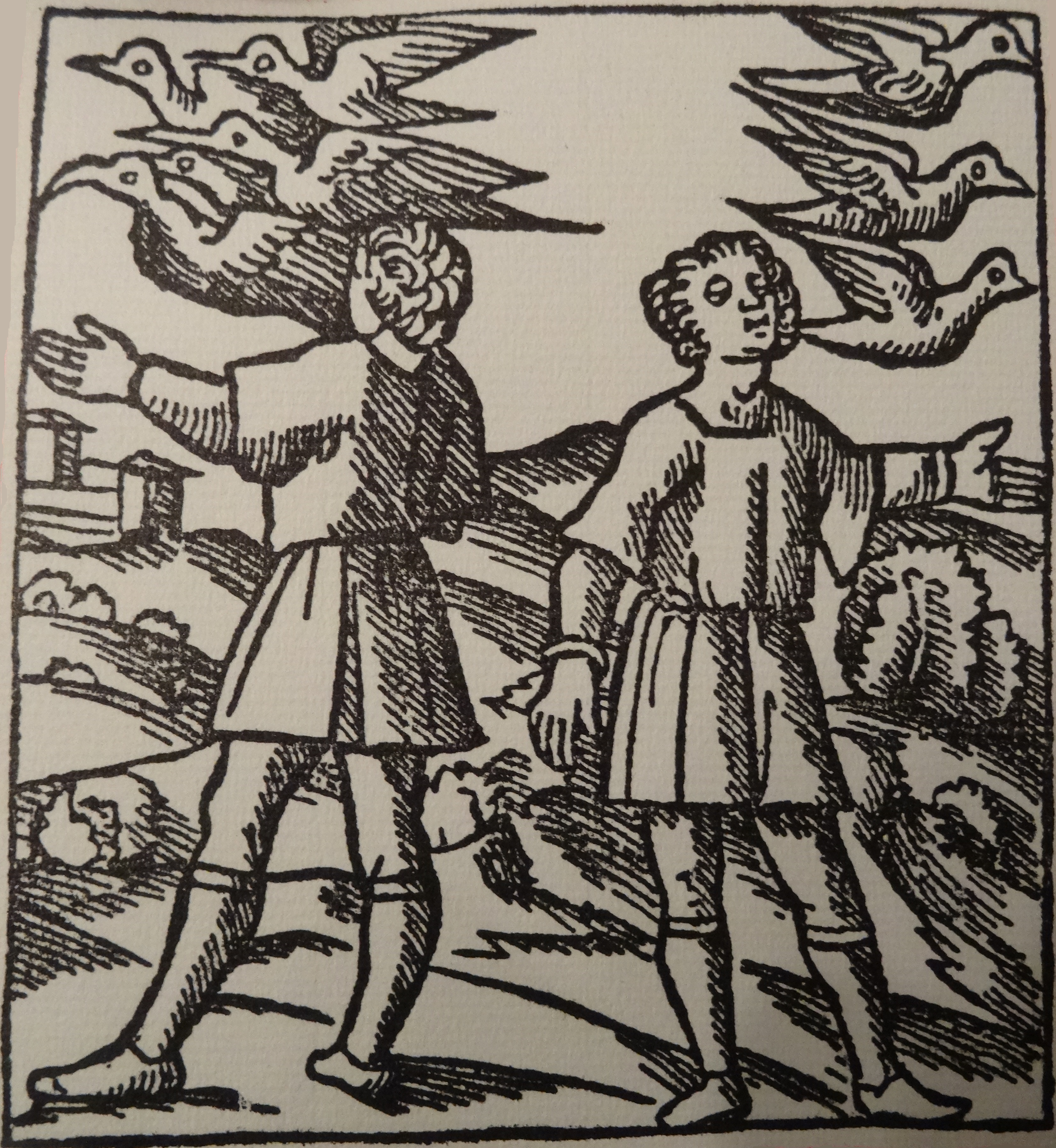
Romolo e Remo traggono auspici dal volo degli uccelli

L'ornitomanzia è l'antica pratica greca di leggere auspici nel comportamento degli uccelli, equivalente a quella degli auguri del mondo etrusco e romano.

## Storia
Sebbene fossero principalmente i voli e i canti degli uccelli ad essere studiati, ogni loro azione poteva essere interpretata per predire il futuro o ricevere messaggi dagli dèi. In particolare l'osservazione del modo di beccare dei polli (auspicium pullarium o auspicium ex tripudiis) era una pratica divinatoria che veniva effettuata soprattutto in occasione delle spedizioni militari: il massimo grado del favore divino era rappresentato dal tripudium sollistimum, vale a dire dalla circostanza in cui i polli dimostravano di beccare con grande appetito. Al contrario, quando i polli tradivano inappetenza, il presagio per l'esito della battaglia era da considerarsi funesto.
La divinazione ornitomantica divenne una vera e propria branca della religione romana di stato, con il suo proprio sacerdozio e pratica. Presso gli antichi Greci invece, un esempio degno di nota si ha nell'Odissea, quando un'aquila appare tre volte, volando verso destra, stringendo una colomba morta fra gli artigli; questo presagio viene interpretato come l'arrivo di Odisseo e la morte dei pretendenti di sua moglie, e dunque la fine delle loro aspirazioni al trono.
Una bellissima scena di ornitomanzia è raffigurata nella Tomba François della necropoli etrusca di Vulci. Il dipinto presenta il titolare della tomba, Vel Saties, riccamente ammantato e coronato d'alloro con lo sguardo rivolto al cielo mentre ai suoi piedi un intendente sta per lanciare in volo un picus martius.
L'ornitomanzia viene menzionata diverse volte nella versione Septuaginta della Bibbia, dove viene espressamente proibita.

### Contesto filosofico-religioso

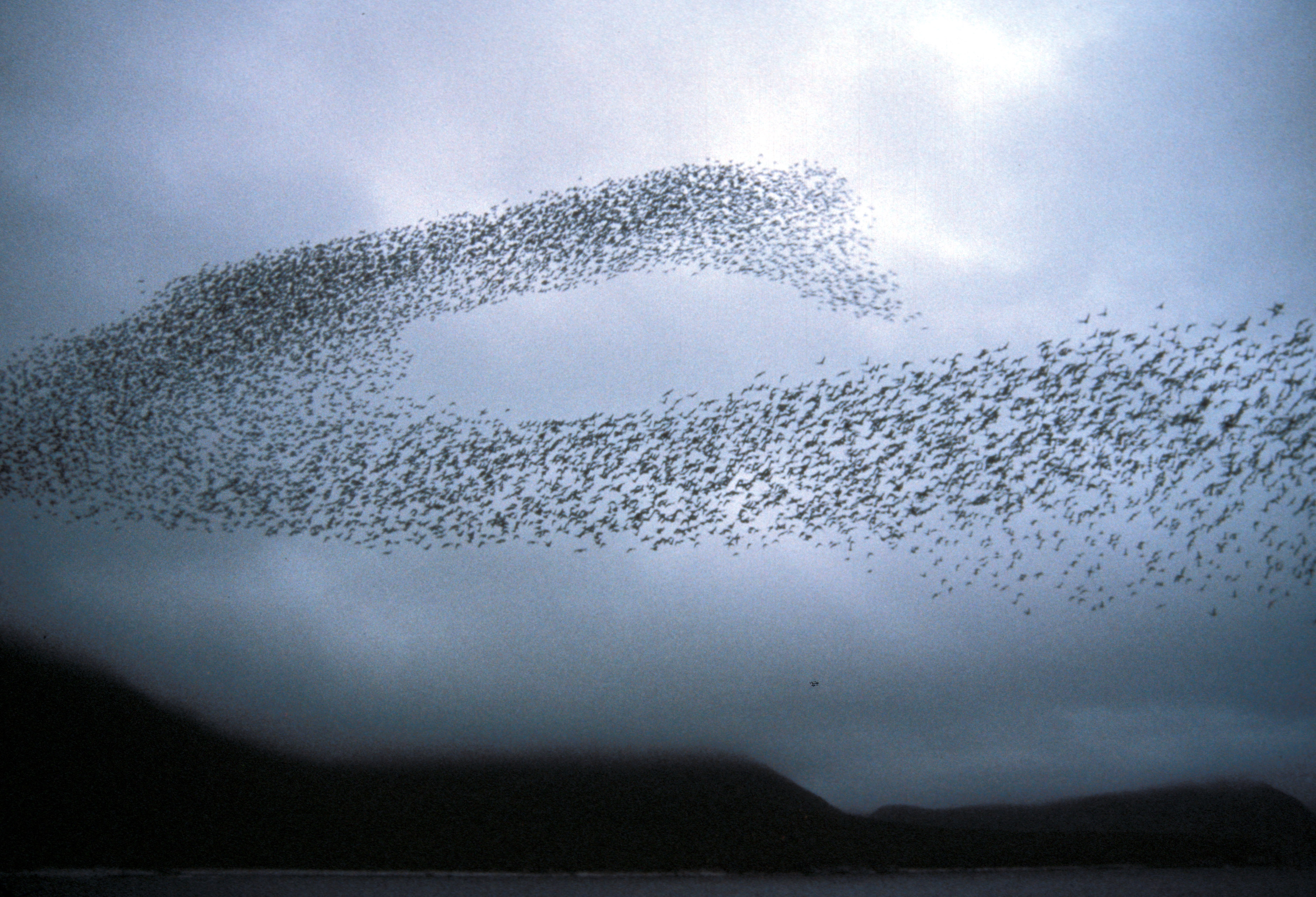
Stormo di uccelli che concorrono in maniera sincronica a disegnare svariate forme nell'aria, come se obbedissero a un medesimo impulso.

Sul piano filosofico-religioso l'ornitomanzia si basava sulla convinzione, comune a diverse arti divinatorie come l'astrologia, l'estispicina (esame delle viscere animali), o l'oniromanzia (interpretazione dei sogni), che esistesse una corrispondenza tra l'Uno e i molti, tra spirito e materia, macrocosmo e microcosmo: come sostenuto da Jung, i segni divini venivano dedotti in una maniera non causale ma sincronica, cioè secondo l'analogia simbolica con un determinato modello o archetipo di riferimento.
Anche il filosofo e umanista Marsilio Ficino, nella Disputatio contra iudicia astrologorum (1477), accostava l'ornitomanzia all'astrologia, preoccupandosi di spiegare sulla base della dottrina plotiniana, come le pratiche divinatorie andassero intese non come capacità ad esempio degli astri di esercitare un influsso causale sugli eventi umani, bensì come una forma di consonanza tra questi e la posizione dei pianeti, i quali si limitano cioè a «descrivere» quel che accade, allo stesso modo in cui il volo degli uccelli presso i Romani era ritenuto portatore di un significato. Per Ficino, attribuire agli astri un influsso deterministico sarebbe come affermare che gli uccelli agiscano causalmente sull'uomo. Quella di Ficino è invece una concezione basata sulla corrispondenza e l'interdipendenza di ogni parte dell'universo, da leggere e interpretare secondo l'esperienza psicologica dell'anima, alla quale è attribuita la capacità oggettiva di tradurre il mondo in forma di simboli.